# Meilenhofen (Nassenfels)
Meilenhofen ist ein Pfarrdorf und Ortsteil des Marktes Nassenfels im Landkreis Eichstätt und liegt an der Schutter am Rande des Naturparks Altmühltal. Zur Gemarkung gehören auch noch das Kirchdorf Zell an der Speck und die Einöde Sächenfartmühle.

## Geschichte
Ausgrabungen der 1960er und 1970er Jahre am Speckberg bei Meilenhofen haben die umfangreichsten Funde in Bayern aus der Zeit des Mittelpaläolithikum (begann vor 300.000–200.000 Jahren, endete vor 40.000 Jahren) gebracht; die insgesamt etwa 400.000 Artefakte werden in der Archäologischen Staatssammlung verwahrt.
Die Entstehung des Ortes ist in der späten Merowingerzeit (ca. 670 – 680 n. Chr.) anzusetzen. Der Ortsname Meilenhofen wird von dem Personennamen „Milo“ abgeleitet, so dass der Name mit „Zu den Höfen des Milo“ abgeleitet werden kann. Schriftlich taucht der Name Meilenhofen erstmals 1194 in einer Urkunde auf, in der ein kleiner Hof (curtile) in Meilenhofen vom Dompropst Walbrunn an die Schottenmönche bei der Heiligkreuzkirche in Eichstätt zur Ausstattung übergeben wird. Für 1274 ist ein weiterer Ortsadeliger nachgewiesen: Ulrich von Meilenhofen.
1305 fiel „Meylenhofen“ nach dem Gaimersheimer Schiedsspruch, der den Streit zwischen dem Eichstätter Bischof und den Bayernherzögen um das Hirschberger Erbe beendete, dem Bischof von Eichstätt zu. Um 1400 inkorporierte Papst Bonifaz IX. die Pfarrei „alias Meilenhofen“ der mensa episcopalis, dem „Bischöflichen Tafelgut“, d. h. die Pfarrei Meilenhofen musste mit Abgaben für die bischöfliche Tafel in Eichstätt aufkommen. 1308/1311 wurde die Ortsmühle vom Templerorden in Moritzbrunn an Adelheid von Wellheim verliehen. 1552 zerstörte Kurfürst Moritz von Sachsen die Kirche. 1601 ist ein Erhardibrunnen (bzw. Eberhardsbrunnen) mit Wallfahrt erwähnt. Es handelt sich dabei um eine Quelle auf der Biesenharder Flur „Erhardsbuch“.

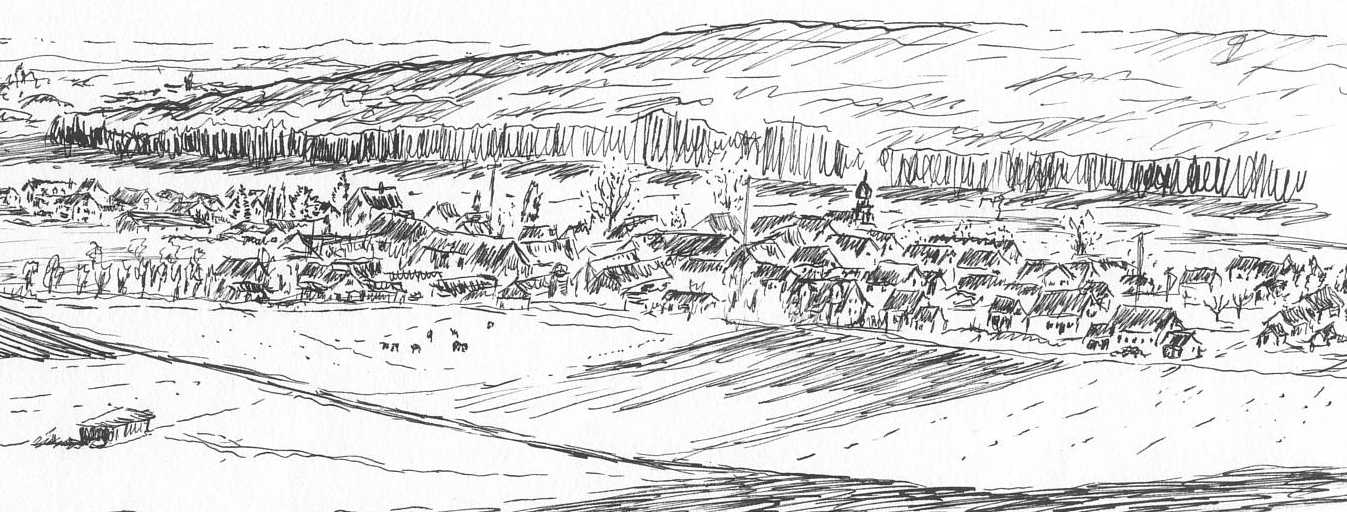
Meilenhofen an der Schutter. Tuschfederzeichnung von Siegfried Schieweck-Mauk, Eichstätt. Originalblatt ca. 21 × 30 cm²: Sammlung G. Vogelsang, Heilbronn.

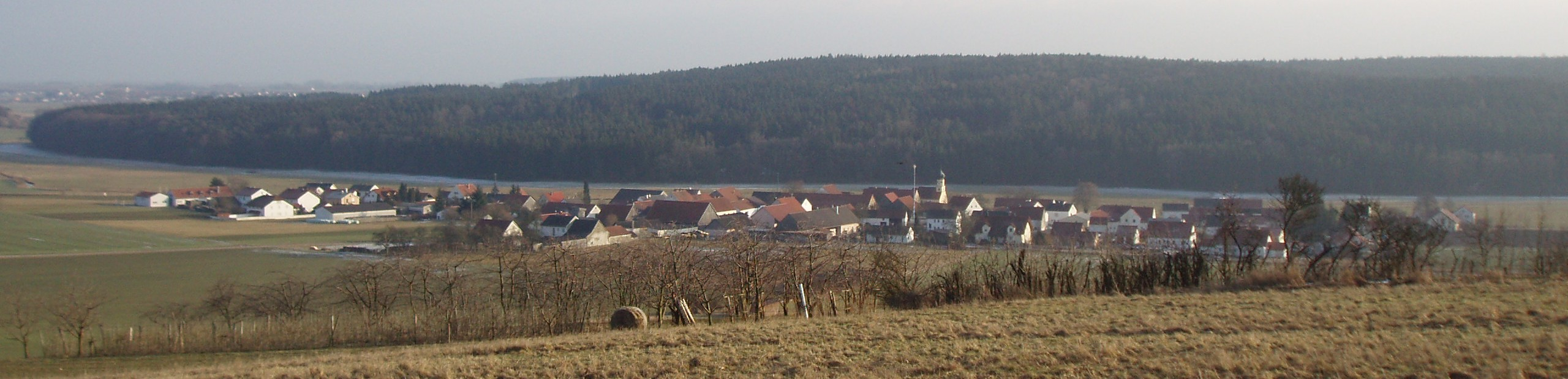
Meilenhofen an der Schutter

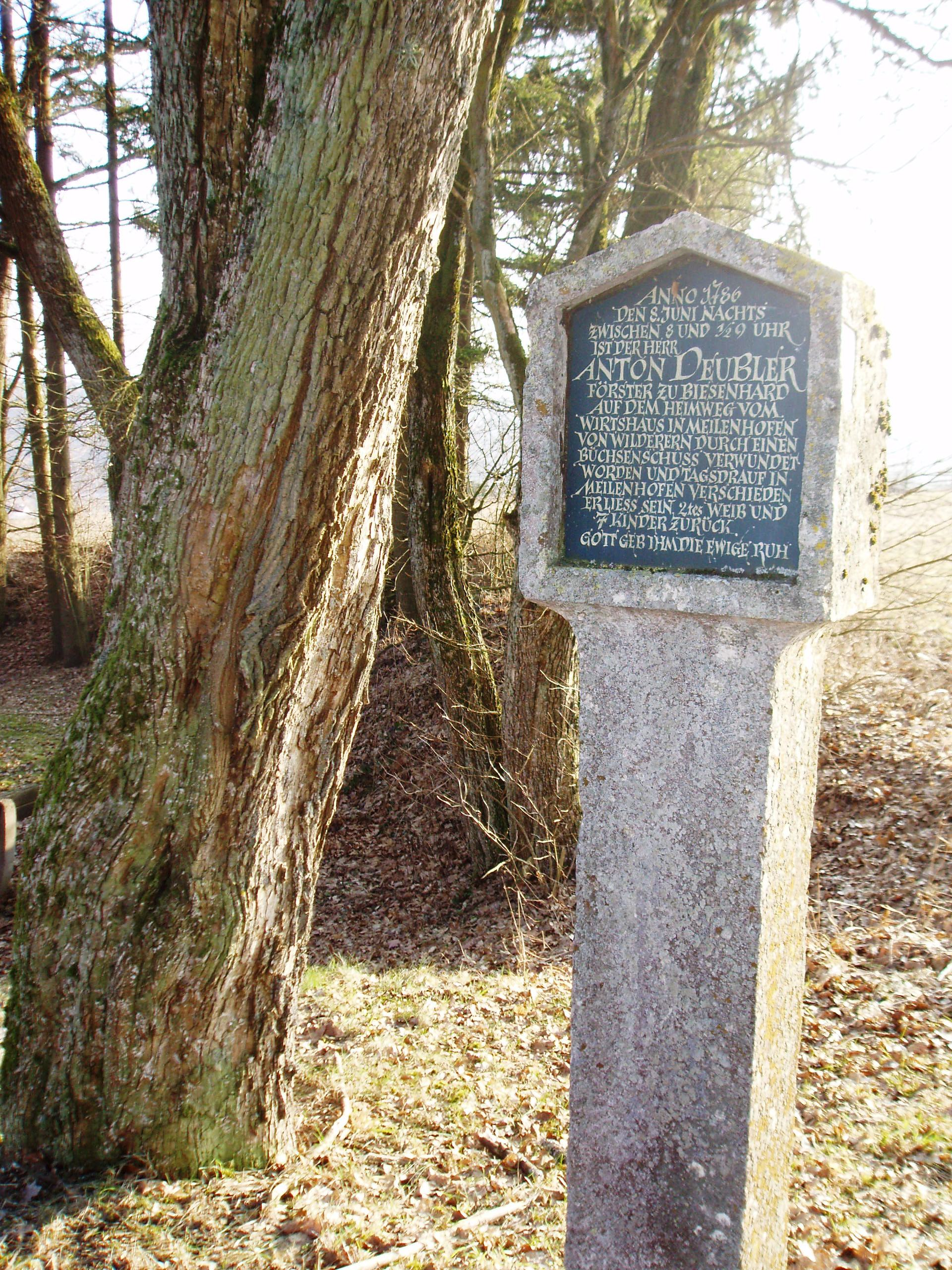
Marterl bei Meilenhofen

Meilenhofen gehörte verwaltungsmäßig nicht zum Pflege- und Kastenamt Nassenfels, wie wegen der Nähe anzunehmen ist, sondern Hochgericht, Dorf- und Gemeindeherrschaft übte das Amt der Landvogtei aus, das seinen Sitz auf der Willibaldsburg in Eichstätt hatte. Landesherr war bis zur Säkularisation und damit bis zur Auflösung des Hochstifts Eichstätt 1802 der Fürstbischof von Eichstätt. 1802 besetzten kurbairische Truppen das Hochstift. Das Untere Hochstift, zu dem Meilenhofen gehörte, fiel 1803 an Großherzog Ferdinand von Toscana, den Bruder des Kaisers. Nach einem kurzen kurfürstlich-salzburgischen Intermezzo kam der Ort 1806 an das junge Königreich Bayern. Unter der Herrschaft des Herzogs von Leuchtenberg und Eichstätter Fürsts Eugène de Beauharnais, dem Stiefsohn Napoleons und Schwiegersohn des bayerischen Königs, wurde Meilenhofen mit dem nur einen Kilometer entfernt liegenden Dorf Zell an der Speck 1818 zur Realgemeinde zusammengeschlossen. 1821 bestand das Pfarrdorf aus 21 Häusern, in denen 22 Familien mit insgesamt 108 Personen wohnten.
1833 fiel das Fürstentum Eichstätt und damit auch die Gemeinde Meilenhofen wieder an Bayern zurück.  Nach dem freiwilligen Zusammenschluss mit Nassenfels, der am 1. April 1971 wirksam wurde, wurde das Dorf im Zuge der Kreisgebietsreform 1972 oberbayerisch.
Bis ins 20. Jahrhundert blieb die Einwohnerzahl Meilenhofens in etwa konstant: In ca. 20 Häusern lebten rund zwanzig Familien, was ungefähr 130 Einwohnern entsprach. Nach dem Zweiten Weltkrieg hat die Einwohnerzahl etwas zugenommen. Der Bevölkerungsstand muss irgendwann einmal Anlass zu ernster Besorgnis gegeben haben, denn es ist die Sage überliefert, dass die Meilenhofner ein Gelübde abgelegt haben, wegen „Männersterbens“ alljährlich an Mariä Heimsuchung nach Möckenlohe zu wallfahren.

## Pfarrkirche St. Michael, Leonhardiritt
Wie der Pfarrhof (1629) ist auch die Kirche unter der Regierung des Fürstbischofs Johann Christoph von Westerstetten erbaut worden, nachdem der Vorgängerbau 1552 im Schmalkaldischen Krieg verwüstet worden war. Der Kurfürst Moritz soll damals eigenhändig das Messbuch zerrissen haben. 1629 wurde die neue Kirche durch den Eichstätter Weihbischof Georg Christoph Rösch konsekriert. Bauliche Veränderungen an den Fenstern führte 1728 der Eichstätter Maurermeister Bernhard Deller durch.
Die Nische des barocken Hochaltars (um 1700) birgt ein Gemälde des Kirchenpatrons St. Michael; das Altarblatt im Nazarenerstil wurde bei der Renovierung von 1910 angebracht. Im Chorraum ist eine Barockfigur des Kirchenpatrons als Seelenwäger, bei der Arme und Gewandteile einer Statue von 1410 wiederverwendet wurden; die ursprüngliche Figur war wahrscheinlich ein hl. Laurentius, wie die Armhaltung vermuten lässt.
In der Muschelnische des rechten Seitenaltars (um 1670) steht die spätgotische Figur (ca. 1520) des Subpatrons der Meilenhofener Kirche, des hl. Leonhard, hier nicht als Pferdepatron dargestellt, sondern mit seinem traditionellen Attribut versehen, einer Kette mit Halsring und Schloss, was daran erinnert, dass Leonhard als Nothelfer für die Befreiung von Gefangenen angerufen wurde. Die gute Skulptur wird dem Meister der Pollenfelder Hochaltarfiguren zugeschrieben. Die Figur wird alljährlich beim Leonhardiritt von Meilenhofen nach Zell a. d. Speck auf einem Wagen mitgeführt. Die Verehrung des hl. Leonhard als Viehpatron hat im Schuttergäu eine Tradition, die bis 1422 zurückreichen soll. Ihre Blütezeit lag im 18. Jahrhundert. Zu den Gottesdiensten kamen viele Bauern aus den umliegenden Orten, und nach der Messe fand jeweils ein Pferderennen statt. 1770 erhielt die Pfarrei Meilenhofen (ursprünglich gehörte der Ort zur Urpfarrei Zell a. d. Speck) eine Reliquie des hl. Leonhard, die in Eichstätt gefasst wurde. Auch sie wird seither beim Leonhardiritt mitgeführt. Obwohl der Ritt wegen Auswüchsen im 19. Jahrhundert verboten wurde, gaben ihn die Meilenhofener nicht auf; erst das Vordringen der Traktoren und der damit verbundene Rückgang an Pferden führte 1955 zum Traditionsbruch, bis 1976 ein Neuanfang gewagt wurde. Seitdem findet der Leonhardiritt alljährlich um den 6. November herum statt.
Der linke Seitenaltar (um 1670) zeigt in der Altarnische eine Marienfigur, die um 1700 entstanden ist, und auf dem Altartisch einen Glasschrein mit einer wertvollen Gruppe der 14 Nothelfer mit Maria und dem Jesuskind (um 1520). Vier seitliche Figuren wurden barock überarbeitet oder ergänzt.
Gute Arbeiten sind auch die beiden Figuren aus dem frühen 16. Jahrhundert im Chorbogen, links der hl. Nikolaus, rechts der hl. Blasius. Beachtenswert sind ferner die stuckierte Kanzel mit Posaunenengel auf dem Schalldeckel (datiert 1737), wahrscheinlich von Franz Xaver Horneis geschaffen, und ihr gegenüber das barocke Kruzifix (um 1700). Der Rest einer gotischen Sakramentsnische ist außen in der Westfassade über dem Portal als Fensterumrahmung eingemauert.
Das Glockengeläut besteht aus einem 4-stimmig ausgefüllten C-Moll-Geläut: c''-es''-f''-g''. Die kleinste Glocke wurde 1688 von Urs Laubscher in Ingolstadt gegossen, die drei anderen 1950 von Karl Czudnochowsky in Erding.
Der unter Denkmalschutz stehende Pfarrhof ist ein zweigeschossiger Flachsatteldachbau mit Kalkplatten (erneuert), Putzrahmung und Eckrustizierung, bezeichnet mit „1616“. Der dazu gehörende barocke Stadel wurde 1955 abgerissen, der alte freistehende Backofen vier Jahre später. 1990 zog der letzte Pfarrer von Meilenhofen, Lorenz Schmid († 6. Dezember 2000), nach fünf Jahrzehnten von Meilenhofen weg. Die Renovierung des Pfarrhofs, der 1997 in Privathände kam, wurde 2003 mit dem Denkmalpreis der Hypo-Kulturstiftung prämiert.